# Robert Hendy-Freegard
Robert Hendy-Freegard, né Robert Freegard, le 1er mars 1971 à Dronfield, est un escroc et imposteur britannique, condamné après s'être fait passer pour un agent du MI5 alors qu'il travaillait comme barman et vendeur de voitures. Il est également connu sous les noms de David Hendy et David Clifton.

## Biographie
Hendy-Freegard nait le 1er mars 1971 à Dronfield.
Il commence sa carrière comme barman et vendeur de voitures,. Hendy-Freegard rencontre ses victimes lors d'évènements sociaux ou en tant que clients du pub ou de la concession automobile dans lesquels il travaillait. Il prétend à ses victimes être un agent infiltré, travaillant pour le MI5, la Special Branch ou pour Scotland Yard. Il exerce des pressions psychologiques sur ses victimes, affirmant qu'elles étaient menacées d'assassinat par l'IRA, pour les contraindre à se plier à ses demandes.
Ayant mis ses victimes sous influence, il les manipule, les soumet à des « tests de fidélité », leur demande de couper tout contact avec leur famille et leurs amis pour vivre recluses dans de mauvaises conditions et leur extorque de l'argent. Il séduit cinq femmes, affirmant qu'il voulait les épouser. Au départ, certaines des victimes refusaient de coopérer avec la police parce qu'il leur avait expliqué que la police était des agents doubles ou des agents du MI5 effectuant d'autres « tests de loyauté ».
Alors qu'il travaillait au Swan, un pub de Newport, dans le Shropshire, en 1992, Freegard se lie d'amitié avec deux femmes, Sarah Smith et Maria Hendy, et un homme, John Atkinson. Tous trois sont étudiants en agriculture à l'Université Harper Adams à Edgmond. Il dit à Atkinson qu'il était un agent d'infiltration du MI5 enquêtant sur une cellule de l'IRA dans le collège. Il force Atkinson à se laisser battre pour prouver sa loyauté et montrer qu'il était « assez dur ». Il le persuade également de se comporter de manière bizarre à l'université pour prouver sa loyauté, l'éloignant ainsi de ses amis. Hendy-Freegard annonce alors à Atkinson que sa couverture était compromise et qu'ils devaient tous les deux se mettre sous couverture. Il persuade Atkinson de dire à Sarah Smith — qui était à l'époque sa petite amie — et à Maria Hendy qu'il avait un cancer du foie et les persuade de les accompagner dans une « tournée d'adieu » dans toute l'Angleterre.
Plus tard, il leur a fait part de « l'histoire ». Il leur demande de rompre tout contact avec leurs familles parce qu'ils étaient en danger pour simplement s'être associés à lui. Ils déménagent à Sheffield et lui donnent tout leur argent. Maria Hendy devient son amante et donne naissance à ses deux filles ; par la suite, il la bat ; elle y laisse une dent.
En 1995, Hendy-Freegard a une liaison avec une assistante personnelle récemment mariée, Elizabeth Bartholomew (née Richardson). Il lui dit de contracter des emprunts, soi-disant pour régler ses dettes consécutives à son divorce, puis la fait dormir sur des bancs publics.
En 1996, Hendy-Freegard explique à une femme de Newcastle, Lesley Gardner, qu'il a besoin d'argent pour retourner des tueurs de l'IRA libérés après l'accord du Vendredi saint. Elle lui donne 16 000 £ sur six ans. Il vend sa voiture et garde à nouveau l'argent.
En 2000, Hendy-Freegard convainc une chef d'entreprise, Renata Kister, que le MI5 lui demandait de surveiller quelqu'un dans la concession automobile de Sheffield où il travaillait et la persuade d'acheter une meilleure voiture. Il vend son ancienne voiture, garde l'argent et la persuade de contracter un prêt de 15 000 £ pour lui. Il demande aussi à Renata Kister une chambre pour Sarah Smith au prétexte qu'elle doit participer à un programme de protection des témoins. Il lui dit que Smith ne parle pas anglais et, à Smith, que pour des raisons de sécurité, elle devait faire semblant de ne rien comprendre à ce qu'on lui disait, afin que les deux femmes ne se parlent pas,.
En 2000, Hendy-Freegard rencontre une avocate, Caroline Cowper, cliente de la concession automobile de Chiswick, dans l'ouest de Londres. Il l'aide à changer de voiture, empoche la différence et en demande plus. Il la persuade d'investir dans une entreprise de crédit-bail qu'ils géreraient ensemble et lui vole 14 000 £ sur le compte de sa société. Ils deviennent ensuite amants et partent en vacances dans le monde entier. Ils se fiancent avant que la famille de Caroline n'intervienne. Lorsque la voiture de leasing ne s'est pas matérialisée, il explique que la mafia polonaise l'avait dérobée.
En 2002, Hendy-Freegard séduit une pédopsychologue américaine, Kimberley Adams, en lui expliquant comment il avait infiltré un réseau criminel et tué un criminel qui avait menacé de le dénoncer. Il dit vouloir l'épouser, à condition qu'elle devienne également agent et coupe tout contact avec sa famille.
En 2002, Scotland Yard et le FBI ont organisé une opération d'infiltration. Tout d'abord, le FBI a mis sur écoute le téléphone des parents de Kimberley Adams. Sa mère a dit à Hendy-Freegard qu'elle lui donnerait 10 000 $ mais seulement en personne. Hendy-Freegard a rencontré la mère à l'aéroport d'Heathrow où la police l'a appréhendé.

### Condamnation (2005)
Le 23 juin 2005, après un procès de huit mois, la Crown Court de Blackfriars condamne Hendy-Freegard pour 2 chefs d'enlèvement, 10 de vol et 8 de tromperie. Le 6 septembre 2005, il est condamné à la perpétuité,.
Le 25 avril 2007, on apprend que Hendy-Freegard fait appel de ses condamnations pour enlèvement. Sa peine d'emprisonnement à perpétuité est révoquée, mais il risque toujours neuf ans pour les autres infractions,. Le jugement de la Cour d'appel a joué un rôle important dans la définition moderne de l'infraction d'enlèvement. Il est libéré en mai 2009.

### Après sa libération (2009)
En 2011, sous le nom de David Hendy, il rencontre et séduit une Britannique, Sandra Clifton, sur un site de rencontres. Il prétend travailler dans l'industrie des médias en vendant des espaces publicitaires à de grandes entreprises; il fait souvent allusion à la somme d'argent dont il dispose et la convainc en lui offrant des cadeaux et des voyages coûteux. Il a été allégué qu'à mesure que leur relation se développait, au cours des années suivantes, il a progressivement manipulé Sandra et les membres de sa famille en usant de tromperie, d'abus d'influence et de violence psychologique, isolant progressivement Sandra de sa famille et de ses amis,. Hendy-Freegard nie ces allégations. Sandra Clifton a ensuite cessé tout contact avec ses enfants, Sophie et Jake, et avec leur père Mark Clifton,.

### En France
En France, Hendy-Freegard se fait appeler « David Clifton ». Avec Sandra Clifton, ils montent un élevage clandestin de beagles, à Vidaillat dans la Creuse. Sandra Clifton y vit recluse avec les chiens alors que Hendy-Freegard est souvent absent. Le 25 août 2022, alors que l'élevage canin qu'il dirige est contrôlé par les gendarmes, il renverse délibérément deux d'entre eux et prend la fuite.
Après la diffusion d'un reportage sur Netflix, Sandra Clifton renoue avec sa famille et regagne le Royaume-Uni en compagnie de son fils. Selon une conseillère municipale de Vidaillat, un signalement a été émis mais « les autorités, les services sociaux, les services vétérinaires… tout le monde a été défaillant pendant sept ans. ».
Il est arrêté au volant de sa voiture le 2 septembre 2022 en Belgique sur l'E40 à l'ouest de Bruxelles. Dès le lendemain, Hendy-Freegard comparaît devant le juge d'instruction de Hal-Vilvorde. Il est extradé en octobre 2022 et est incarcéré à Limoges.

## Dans la culture populaire
- The Spy Who Stole My Life, un documentaire télévisé sur Hendy-Freegard, a été diffusé sur Channel Five le 7 septembre 2005[26].
- Il a fait l'objet de la mini-série documentaire The Puppet Master: Hunting the Ultimate Conman de janvier 2022 sur Netflix[27]. En juillet 2022, Netflix UK a diffusé le long métrage Rogue Agent, basé sur sa vie[28].
- Le journaliste Alix Vermande raconte dans le livre La Creuse, nid d'espions[29] comment les habitants de Vidaillat ont démasqué l'escroc[30].
- Un épisode de l'émission Affaires sensibles diffusé sur France Inter le 27 mars 2024 retrace l'affaire[31].